# Wildes Mannle
Le Wildes Mannle est une montagne qui s’élève à 3 023 m d’altitude dans les Alpes de l'Ötztal, en Autriche.